# Пантуа
Пантуа (бенг. পান্তুয়া) — місцевий кондитерський виріб з Індійського субконтиненту, відомий у Західній Бенгалії, Східній Індії та Бангладеш. Це традиційні бенгальські солодощі, виготовлені з обсмажених у фритюрі кульок з манної крупи, чени, молока, топленого масла та цукрового сиропу. Колір пантуа варіюється від блідо-коричневого до майже чорного залежно від того, як довго вони смажаться. Іноді в солодке додають трояндову воду, кардамон або інші ароматизатори.
Пантуа дуже схожий на смажені солодкі ледікені на основі сиру. Відмінною рисою ледікені є розплавлений цукровий сироп з легким ароматизованим порошком кардамону. Цукерки, дуже схожі на сучасні пантуа та ледікені, але зроблені з рисового борошна, згадуються в санскритському тексті XII століття Manasollasa.